# 九龍坪站
九龍坪站（韓語：구룡평역）是朝鮮民主主義人民共和國羅先特别市先鋒區域的一個鐵路車站，属于咸北线。

## 邻近车站
咸北线
水沟站 - 九龍坪站 - 雄尚站